# Sea Trek
Sea Trek var Mormonkyrkans firande av utvandringen under 1800- och 1900-talet från Europa år 2001. Åtta segelfartyg hyrdes in (Statsraad Lehmkuhl, Christian Radich, Sorlandet, Europa, Swan Fan Makkum, Antigua, Mir, Dar Mlodziez) från flera länder och seglade från Tyskland, Danmark, Sverige, Norge, England. Fyra skepp skulle sedan segla från Portsmouth till New York.
Efterspelet blev ett flertal obetalda räkningar och badwill för mormonkyrkan eftersom segelskeppen och många företag ej fick betalt. Organisatörerna (William "Bill" K Sadleir) gick under jorden och Mormonkyrkan avsvor sig allt ansvar för det delvis misslyckade projektet.